# Chelo Alonso
Chelo Alonso, o talora Alonzo, pseudonimo di Isabel Apolonia García Hernández (Camagüey, 10 aprile 1933 – Mentana, 20 febbraio 2019), è stata una ballerina, attrice e showgirl cubana, attiva nel cinema italiano a fine anni cinquanta e negli anni sessanta.

## Biografia
Soubrette dalle gambe slanciate, è ricordata per la sua partecipazione a spettacoli televisivi di varietà e ad alcuni film italiani, fra cui Gastone del 1960, diretto da Mario Bonnard e girato con Vittorio De Sica, Annamaria Ferrero e Alberto Sordi.
Originaria di Central Lugareno, Camagüey, di padre cubano e madre messicana, si avvicinò al mondo dello spettacolo attraverso la danza, come vedette del Teatro nazionale di Cuba dell'Avana.
Nel cinema fu interprete, in Italia, di diversi b-movie e di film di genere peplum. Sul mercato cinematografico statunitense - dove venne soprannominata la "bomba H" cubana - fu considerata una delle ultime eroine e sex symbol del cinema anni sessanta, in ragione dei ruoli interpretati di femme fatale dal temperamento fiero e, soprattutto, per le sensuali scene di danza. Ha interpretato sé stessa in Western, Italian Style, un documentario televisivo sullo spaghetti western prodotto nel 1968.
Morì nel 2019 per le complicazioni della malattia di Parkinson.

## Vita privata
Sposata al produttore discografico Aldo Pomilia, fondò con lui la casa discografica Aris. Ebbe un figlio, Aldo Pomilia Jr. e tre nipoti, Alessandro, Carola e Alice. Dopo la morte del marito si stabilì a Siena  e poi a Mentana, nel Lazio. Abbandonò lo spettacolo per dedicarsi all'attività di imprenditrice nei settori della cura degli animali e della ricettività turistica.

## Filmografia

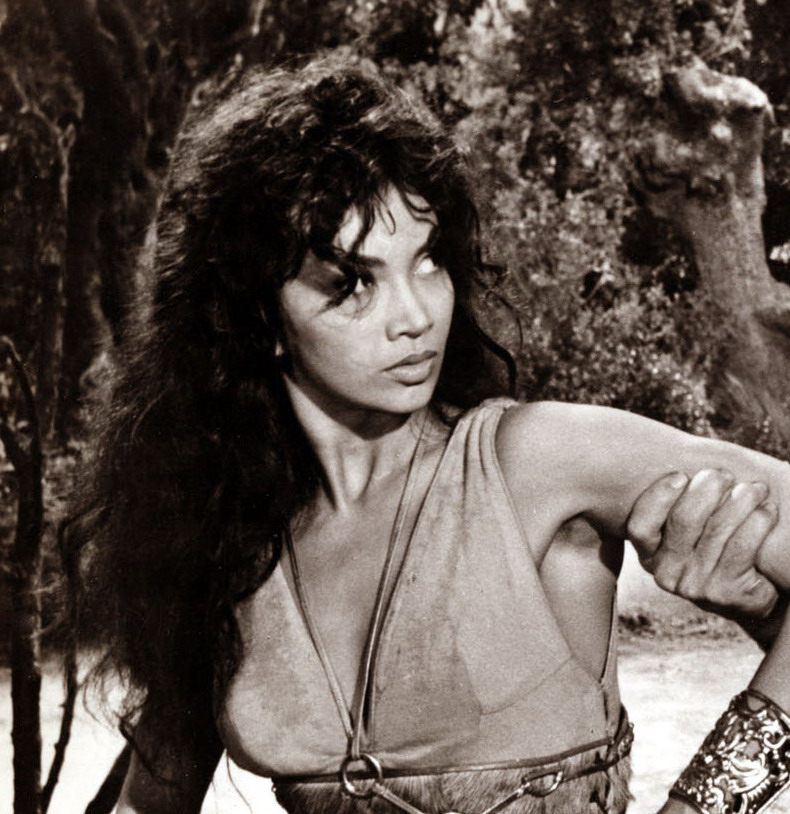
Chelo Alonso in Morgan il pirata (1960)

- Nel segno di Roma, regia di Guido Brignone (1958)
- Guardatele ma non toccatele, regia di Mario Mattoli (1959)
- I Reali di Francia, regia di Mario Costa (1959)
- La scimitarra del Saraceno, regia di Piero Pierotti (1959)
- Il terrore dei barbari, regia di Carlo Campogalliani (1959)
- Gastone, regia di Mario Bonnard (1959)
- Tunisi top secret, regia di Bruno Paolinelli (1959)
- Il terrore della maschera rossa, regia di Luigi Capuano (1959)
- Maciste nella Valle dei Re, regia di Carlo Campogalliani (1960)
- La strada dei giganti, regia di Guido Malatesta (1960)
- Le signore, regia di Turi Vasile (1960)
- Morgan il pirata, regia di André De Toth e Primo Zeglio (1960)
- La regina dei tartari, regia di Sergio Grieco (1960)
- Maciste nella terra dei ciclopi, regia di Antonio Leonviola (1961)
- La ragazza sotto il lenzuolo, regia di Marino Girolami (1961)
- Quattro notti con Alba, regia di Luigi Filippo D'Amico (1962)
- Il buono, il brutto, il cattivo, regia di Sergio Leone (1966)
- Corri uomo corri, regia di Sergio Sollima (1968)
- La notte dei serpenti, regia di Giulio Petroni (1969)

## Doppiatrici italiane
- Dhia Cristiani in Nel segno di Roma, Morgan il pirata, Guardatele ma non toccatele
- Lydia Simoneschi in Il terrore dei barbari, Maciste nella Valle dei Re, Maciste nella terra dei ciclopi
- Maria Pia Di Meo in La ragazza sotto il lenzuolo, Il buono, il brutto e il cattivo
- Rosetta Calavetta in La regina dei tartari
- Rita Savagnone in Corri uomo corri
- Anna Miserocchi in La notte dei serpenti